# Suhadolski potok
Suhadolski potok este o arie protejată (arie specială de conservare — SAC, sit de importanță comunitară — SCI) din Slovenia întinsă pe o suprafață de 8,81 ha, integral pe uscat.

## Localizare
Centrul sitului Suhadolski potok este situat la coordonatele 45°58′10″N 15°37′30″E / 45.9694°N 15.6249°E.

## Înființare
Situl Suhadolski potok a fost declarat sit de importanță comunitară în aprilie 2013 pentru a proteja 2 specii de animale. Situl a fost protejat și ca arie specială de conservare în aprilie 2015.

## Biodiversitate
Situată în ecoregiunea continentală, aria protejată nu include niciun habitat protejat.
La baza desemnării sitului se află mai multe specii protejate:
- nevertebrate (1): Austropotamobius torrentium
- pești (1): Eudontomyzon spp.